# Liste des voitures élues Voiture de l'année au Brésil
 (mai 2022).
Si vous disposez d'ouvrages ou d'articles de référence ou si vous connaissez des sites web de qualité traitant du thème abordé ici, merci de compléter l'article en donnant les références utiles à sa vérifiabilité et en les liant à la section « Notes et références ».
 (mai 2022).
La mise en forme du texte ne suit pas les recommandations de Wikipédia : il faut le « wikifier ».
Les points d'amélioration suivants sont les cas les plus fréquents. Le détail des points à revoir est peut-être précisé sur la page de discussion.
- Les titres sont pré-formatés par le logiciel. Ils ne sont ni en capitales, ni en gras.
- Le texte ne doit pas être écrit en capitales (les noms de famille non plus), ni en gras, ni en italique, ni en « petit »…
- Le gras n'est utilisé que pour surligner le titre de l'article dans l'introduction, une seule fois.
- L'italique est rarement utilisé : mots en langue étrangère, titres d'œuvres, noms de bateaux, etc.
- Les citations ne sont pas en italique mais en corps de texte normal. Elles sont entourées par des guillemets français : « et ».
- Les listes à puces sont à éviter, des paragraphes rédigés étant largement préférés. Les tableaux sont à réserver à la présentation de données structurées (résultats, etc.).
- Les appels de note de bas de page (petits chiffres en exposant, introduits par l'outil «  Source ») sont à placer entre la fin de phrase et le point final[comme ça].
- Les liens internes (vers d'autres articles de Wikipédia) sont à choisir avec parcimonie. Créez des liens vers des articles approfondissant le sujet. Les termes génériques sans rapport avec le sujet sont à éviter, ainsi que les répétitions de liens vers un même terme.
- Les liens externes sont à placer uniquement dans une section « Liens externes », à la fin de l'article. Ces liens sont à choisir avec parcimonie suivant les règles définies. Si un lien sert de source à l'article, son insertion dans le texte est à faire par les notes de bas de page.
- La présentation des références doit suivre les conventions bibliographiques. Il est recommandé d'utiliser les modèles {{Ouvrage}}, {{Chapitre}}, {{Article}}, {{Lien web}} et/ou {{Bibliographie}}. Le mode d'édition visuel peut mettre en forme automatiquement les références.
- Insérer une infobox (cadre d'informations à droite) n'est pas obligatoire pour parachever la mise en page.

Pour une aide détaillée, merci de consulter Aide:Wikification.
Si vous pensez que ces points ont été résolus, vous pouvez retirer ce bandeau et améliorer la mise en forme d'un autre article.
La voiture de l'année au Brésil, Carro do Ano, est un prix décerné depuis 1966 par le magazine automobile Autoesporte qui récompense les modèles nationaux ou importés au Brésil.
Le prix repose sur le vote d'une équipe de journalistes spécialisés dans l'industrie automobile qui récompensent les voitures qui se sont le plus démarquées en termes d'innovation avec différentes caractéristiques. Le jury attribue des notes aux 5 finalistes dans chacune des catégories, en tenant compte des critères : moteur, transmission, comportement dynamique, finition, design, notamment. Une moyenne pondérée est calculée pour élire le vainqueur de chaque catégorie.
Le constructeur du véhicule primé a le droit d'utiliser  pour sa publicité le titre de "Carro do Ano" pendant 11 mois à compter de l'élection.

## Catégories
Depuis sa création en 1966, le prix "Carro do Ano" a connu plusieurs adaptations, notamment dans les années 90, avec l'ouverture du marché brésilien aux importations et à la variété des modèles proposés. Ainsi, en plus de la catégorie principale qui porte le nom du prix, trois autres catégories ont été créées : Voiture importée de l'année, Véhicule utilitaire sport (SUV) de l'année et Utilitaire de l'année.
Dans l'édition "Carro do Ano 2007", deux nouveautés ont été ajoutées pour rendre les récompenses encore plus complètes : Prix du moteur de l'année et Prix du moteur importé de l'année. Successivement, d'autres catégories ont été ajoutées pour mieux suivre les tendances du marché, les nouveautés nationales et importées de secteurs différents. De plus, il a été ajouté un distinction pour les personnalités de l'industrie et de l'environnement automobile brésilien.
Actuellement (2022), le prix de la voiture de l'année comprend les catégories suivantes :
- Voiture de l'année
- Voiture haut de gamme de l'année
- Utilitaire de l'année
- Utilitaire Premium de l'année
- Voiture verte de l'année
- Moteur de l'année jusqu'à 2.0
- Moteur de l'année supérieur à 2.0
- Site Web de l'année
- Publicité de l'année
- Exécutif de l'année
- Temple de la renommée du sport automobile

Tableau récapitulatif des vainqueurs de la catégorie principale "Carro do Ano" :
| Année | Modèle              | Image |
| ----- | ------------------- | ----- |
| 1966  | Willys Aero         |       |
| 1967  | Ford Galaxie        |       |
| 1969  | Ford Corcel I       |       |
| 1970  | Dodge Dart          |       |
| 1971  | Volkswagen 1600 TL  |       |
| 1972  | Chevrolet Opala     |       |
| 1973  | Ford Corcel         |       |
| 1974  | Chevrolet Chevette  |       |
| 1975  | Volkswagen Passat   |       |
| 1976  | Chevrolet Caravan   |       |
| 1977  | Dodge Polara        |       |
| 1978  | Fiat 147            |       |
| 1979  | Ford Corcel         |       |
| 1980  | Volkswagen Passat   |       |
| 1981  | Chevrolet Chevette  |       |
| 1982  | Volkswagen Voyage   |       |
| 1983  | Chevrolet Monza     |       |
| 1984  | Ford Escort         |       |
| 1985  | Fiat Uno CS         |       |
| 1986  | Fiat Prêmio         |       |
| 1987  | Chevrolet Monza     |       |
| 1988  | Chevrolet Monza     |       |
| 1989  | Volkswagen Santana  |       |
| 1990  | Volkswagen Gol      |       |
| 1991  | Chevrolet Kadett    |       |
| 1992  | Fiat Uno            |       |
| 1993  | Chevrolet Omega     |       |
| 1994  | Chevrolet Vectra    |       |
| 1995  | Chevrolet Corsa     |       |
| 1996  | Chevrolet Corsa     |       |
| 1997  | Chevrolet Vectra    |       |
| 1998  | Ford Ka             |       |
| 1999  | Fiat Marea          |       |
| 2000  | Audi A3             |       |
| 2001  | Fiat Palio          |       |
| 2002  | Fiat Stilo          |       |
| 2003  | Fiat Stilo          |       |
| 2004  | Fiat Palio          |       |
| 2005  | Ford Fiesta         |       |
| 2006  | Fiat Idea           |       |
| 2007  | Honda Civic         |       |
| 2008  | Fiat Punto          |       |
| 2009  | Volkswagen Gol      |       |
| 2010  | Chevrolet Agile     |       |
| 2011  | Fiat Uno (2010)     |       |
| 2012  | Fiat Palio (2012)   |       |
| 2013  | Hyundai HB20        |       |
| 2014  | Volkswagen Golf VII |       |
| 2015  | Ford Ka             |       |
| 2016  | Jeep Renegade       |       |
| 2017  | Honda Civic         |       |
| 2018  | Volkswagen Polo     |       |
| 2019  | Volkswagen Virtus   |       |
| 2020  | Toyota Corolla      |       |
| 2021  | Fiat Pulse          |       |